# Kozica tatrzańska

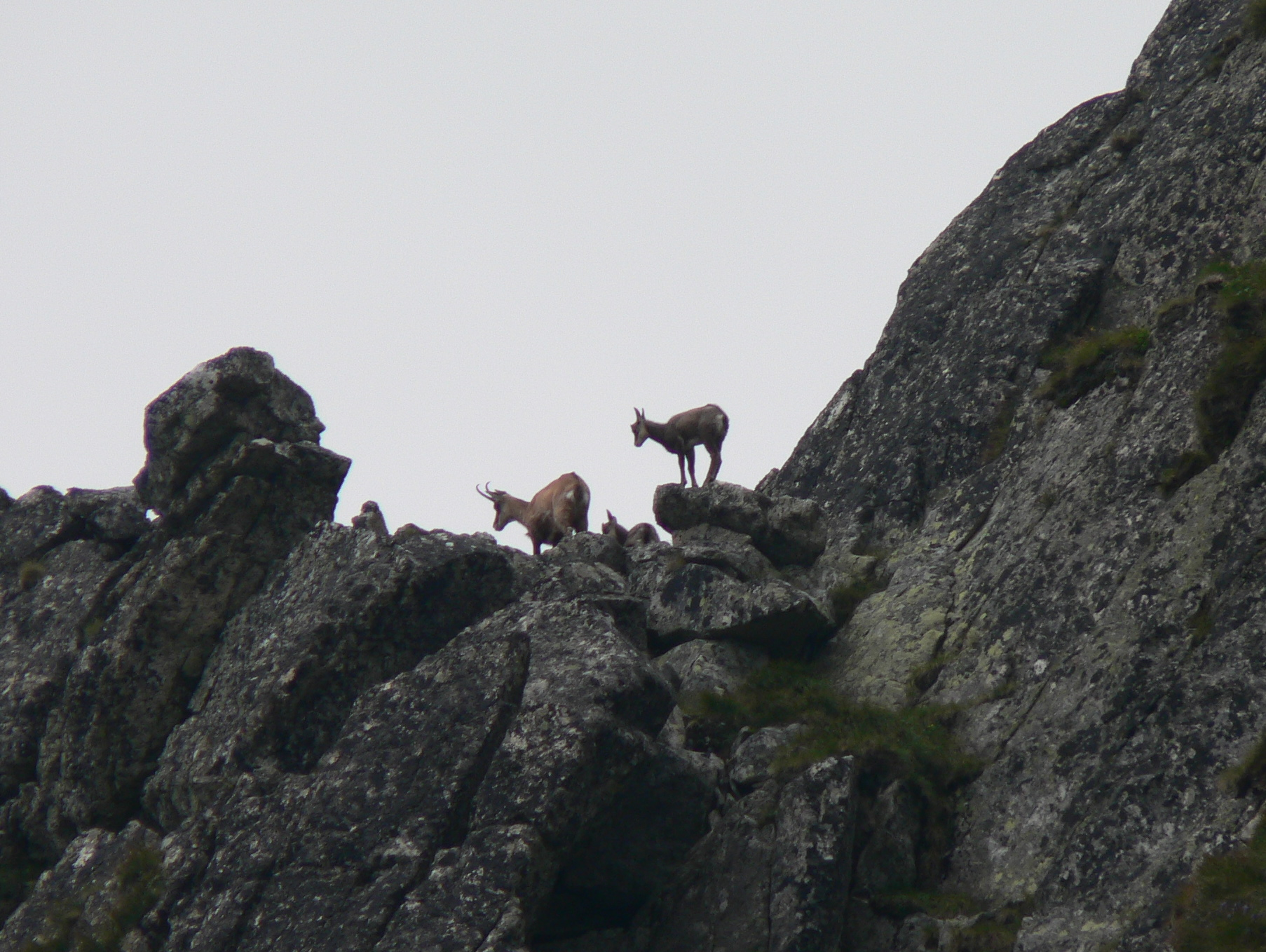
Kozica tatrzańska z młodym na zboczach Huncowskiego Szczytu na Słowacji

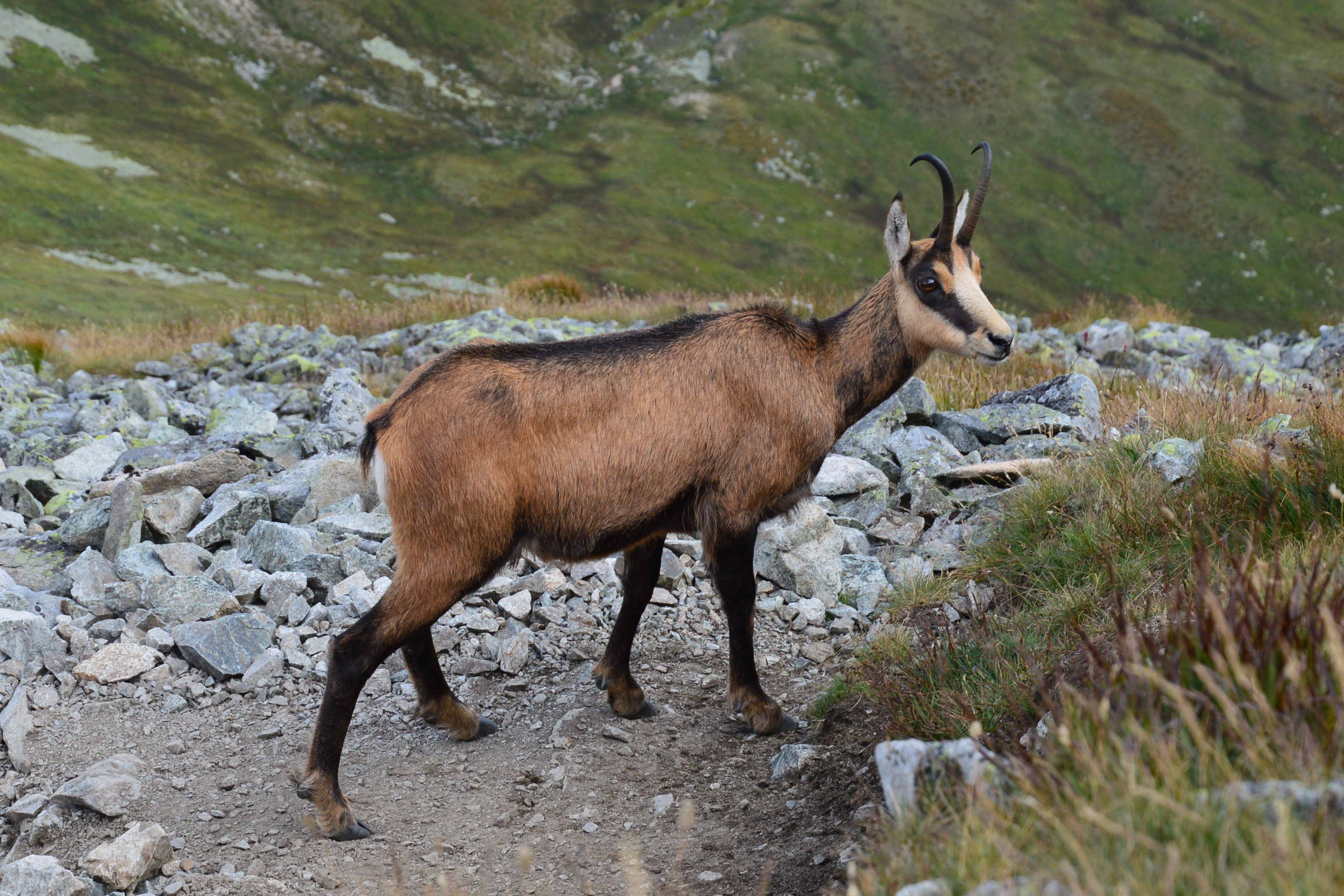
Kozica tatrzańska na stoku Starorobociańskiego Wierchu

Wizerunek kozicy tatrzańskiej w logo TPN funkcjonującym do 2009

Kozica w aktualnym logo Tatrzańskiego Parku Narodowego

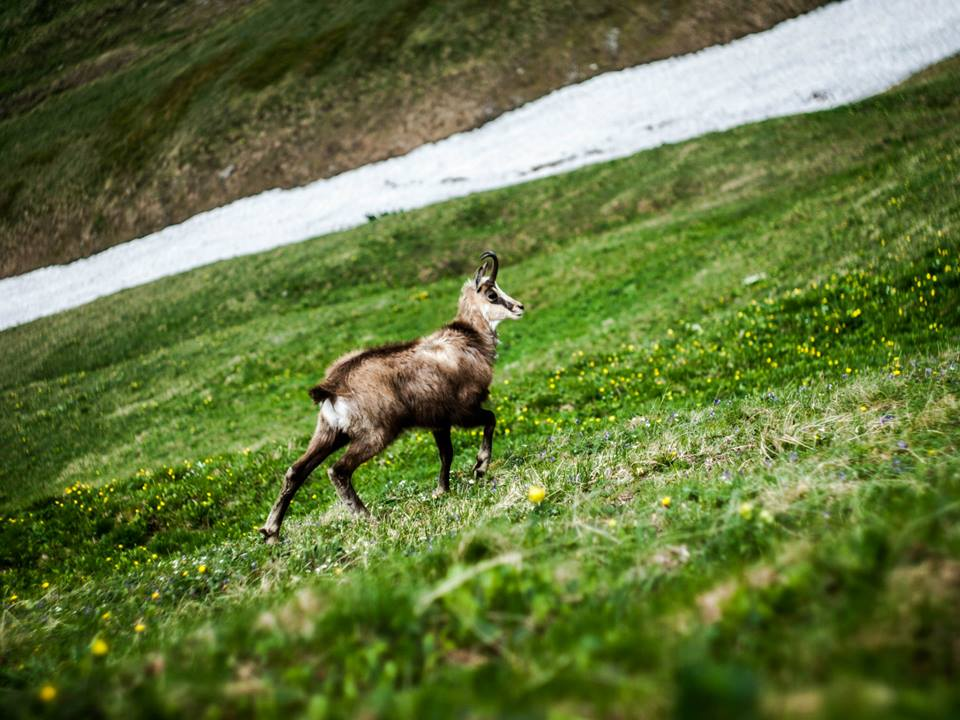
Kozica tatrzańska pomiędzy Kopą Kondracką a Małołączniakiem

Kozica tatrzańska (Rupicapra rupicapra tatrica) – ssak z rodziny wołowatych (Bovidae), podgatunek kozicy północnej (Rupicapra rupicapra) występujący w Tatrach oraz w Niżnych Tatrach na Słowacji (populacja introdukowana w latach 1969–74). Jest najdalej na północ wysuniętą populacją kozicy.

## Różnice między kozicą tatrzańską a kozicą alpejską
Można wyróżnić wiele cech, które pozwoliły Blahoutowi wyodrębnić podgatunek tatrzański kozicy. Z cech kraniometrycznych można wymienić całkowitą długość czaszki, która u kozicy alpejskiej dochodzi do 180 mm, a u kozicy tatrzańskiej zdecydowanie przekracza 180 mm, a nawet 190 mm (rekord 202 mm). Najprawdopodobniej kozice tatrzańskie są cięższe od kozic alpejskich, potwierdzenie tej tezy jest niemożliwe ze względu na małą liczebność kozic tatrzańskich. Normą jest schodzenie kozic alpejskich zimą poniżej granicy lasu, natomiast kozice tatrzańskie czynią to sporadycznie.

## Pokarm
Kozice odżywiają się pokarmem roślinnym, najczęściej wybieranymi przez nie gatunkami są: pędy, kora i liście jarzębu pospolitego górskiego, pędy liście i owoce różnych gatunków jagód oraz ponad setka innych gatunków roślin zielnych, jak: miłosna górska, różne gatunki przywrotników, arcydzięgiel litwor (Angelica archangelica), ostróżka tatrzańska. Kozice zjadają również czasami mchy i porosty.

## Liczebność
Dwa razy do roku jest organizowane przez Tatrzański Park Narodowy i TANAP liczenie kozic. Ta wspólna, polsko-słowacka akcja, zapoczątkowana w 1957 r., jest uważana za najstarszy monitoring przyrodniczy prowadzony przez dwa państwa równocześnie.
Podczas liczenia jesienią 2012 zaobserwowano 1096 kozic, z czego 810 (w tym 134 młode) przebywało po stronie słowackiej, a 286 (w tym 43 młode) po stronie polskiej. Rekordową liczbę kozic – 1389 – zaobserwowano jesienią 2014. Latem 2016 zaobserwowano 1232 kozice, z czego 847 (w tym 87 młodych) przebywało po stronie słowackiej, a 385 (w tym 78 młodych) po stronie polskiej. W 2017 w Tatrach stwierdzono 1263 osobniki. W październiku 2018 naliczono 1431 kozic, w tym 121 młodych. Po polskiej stronie znajdowało się 421 osobników, w tym 46 młodych. Jest to najwyższy wynik  w historii dotychczasowego monitoringu.
Podczas liczenia, które się odbyło 26-27 października 2021 doliczono się łącznie 1095 kozic w Tatrach, w tym 44 młodych urodzonych wiosną. Po polskiej stronie stwierdzono 314 kozic (35 capów, 60 kóz, 12 koźląt tegorocznych, 13 zeszłorocznych oraz 194 nie rozpoznanych co do płci i wieku), natomiast po stronie słowackiej doliczono się 781 kozic, w tym 32 koźląt w pierwszym roku życia. W stosunku do 2020 roku, doliczono się o 112 kozic więcej, jednak należy pamiętać, że błąd szacowania nie jest dokładnie znany i może przekraczać nawet 10%. Z kolei jesienne liczenie kozic pod koniec 2024 r. wykazało w całych Tatrach 949 osobników (w tym 67 młodych urodzonych wiosną tego roku), z czego 312 sztuk po stronie polskiej i 637 po stronie słowackiej.
Liczebność kozic w Tatrach na przestrzeni wieków ulegała dużym zmianom. Szczególnie uciążliwa była tu presja myśliwska, zapoczątkowana w drugiej połowie XVIII wieku oraz nadmierne wypasanie bydła i owiec w Tatrach. Nadmierne polowania prowadzone przez góralskich myśliwych zwanych koziarzami doprowadziły kozice na skraj wymarcia. Pierwszym aktem prawnym dotyczącym ochrony kozic była Ustawa względem zakazu łapania i sprzedawania zwierząt alpejskich właściwych Tatrom, świstaka i dzikich kóz uchwalona w Sejmie Galicyjskim we Lwowie 5 października 1868, była to pierwsza w świecie parlamentarna ustawa o ochronie gatunkowej zwierząt. Dzięki tej ustawie powstała w Tatrach straż górska, mająca na celu zapobiegać kłusownictwu, pierwszymi strażnikami zostali „nawróceni” polowace.
Jednak ochrona nie spowodowała całkowitego wyeliminowania kłusownictwa, górale nadal nielegalnie polowali na kozice; w Tatrach Bielskich istniał zwierzyniec księcia Hohenlohego, gdzie książę masowo zabijał kozice i wprowadzał gatunki zwierząt zupełnie nieznane Tatrom jak: żubr, koziorożec, jelenie z Azji i inne.
Obydwie wojny światowe przyczyniły się do rozwoju kłusownictwa i spadku liczebności kozic, po II wojnie światowej po stronie polskiej Tatr przebywało około 26 osobników. Rygorystyczna ochrona kozic zapoczątkowana utworzeniem TPN i TANAP i zlikwidowanie w Tatrach uciążliwego dla przyrody nadmiernego pasterstwa spowodowało wzrost populacji kozic do pułapu nawet 1100 osobników w pierwszej połowie lat 60. XX wieku, po czym liczebność populacji kozic ustabilizowała się na poziomie około 800 osobników (po stronie polskiej przebywało około 25% kozic). Z początkiem lat 90. rozpoczął się nagły i gwałtowny spadek liczebności kozicy tatrzańskiej do krytycznego poziomu około 220 osobników. W XXI wieku populacja zaczęła wzrastać, zwłaszcza od roku 2007. W letnim liczeniu w roku 2007 naliczono 548 osobników, w tym 119 tegorocznych młodych; przyjęto, że po stronie polskiej przebywały 143 osobniki, w tym 38 tegorocznych młodych. W roku 2008 naliczono jesienią w sumie 770 osobników, po polskiej stronie 170 (wyniki liczenia w 2008 pokazują, że coroczne liczenia kozic przeprowadzane w TPN i TANAP nie są dokładne i dostarczają jedynie danych szacunkowych). Latem 2011 naliczono już 967 osobników (o 126 więcej niż jesienią 2010). W drugiej dekadzie XXI wieku liczebność populacji wzrosła do rekordowego poziomu, zbliżonego do tego z lat 1961–1964.
Kierdele po polskiej stronie Tatr liczą na ogół od 2–3 do 12–15 osobników, chociaż w latach 80. XX wieku zdarzały się stada składające się nawet z 52 kozic. W trakcie liczenia jesienią 2012 napotkano w Dolinie Hlińskiej w Tatrach słowackich kierdel złożony z ponad 70 osobników.

## Pokrewieństwo z innymi podgatunkami kozicy
Prowadzone przez naukowców z hiszpańskiego Uniwersytetu w Oviedo badania (zakończone w 2004) wykazały, że kozica tatrzańska jest najbliżej spokrewniona z kozicą karpacką Rupicapra rupicapra carpatica, a nieco dalej z kozicą alpejską Rupicapra rupicapra rupicapra. Rozdzielenie populacji karpackiej i tatrzańskiej nastąpiło co najmniej 10 000 lat temu, a populacji karpackiej i alpejskiej co najmniej 15 000 lat temu.

## Zagrożenia
Obecnie zagrożeniem dla kozicy jest nadmierna turystyka, zanieczyszczenia środowiska, anomalie klimatyczne i nie do końca zbadane pokrewieństwo między zwierzętami w populacji tatrzańskiej kozicy (zbyt bliskie pokrewieństwo może prowadzić do ujawniania się szkodliwych mutacji genetycznych, rozwoju chorób genetycznych i w konsekwencji nawet do wymarcia populacji). Co prawda badania naukowców z Oviedo dowiodły, że kozice tatrzańskie cechują się nie mniejszą zmiennością genetyczną niż żywotne populacje kozic alpejskich czy kozic południowych, to owe wyniki nie są pewne, ponieważ przebadano jedynie dwa osobniki.

## Zobacz też

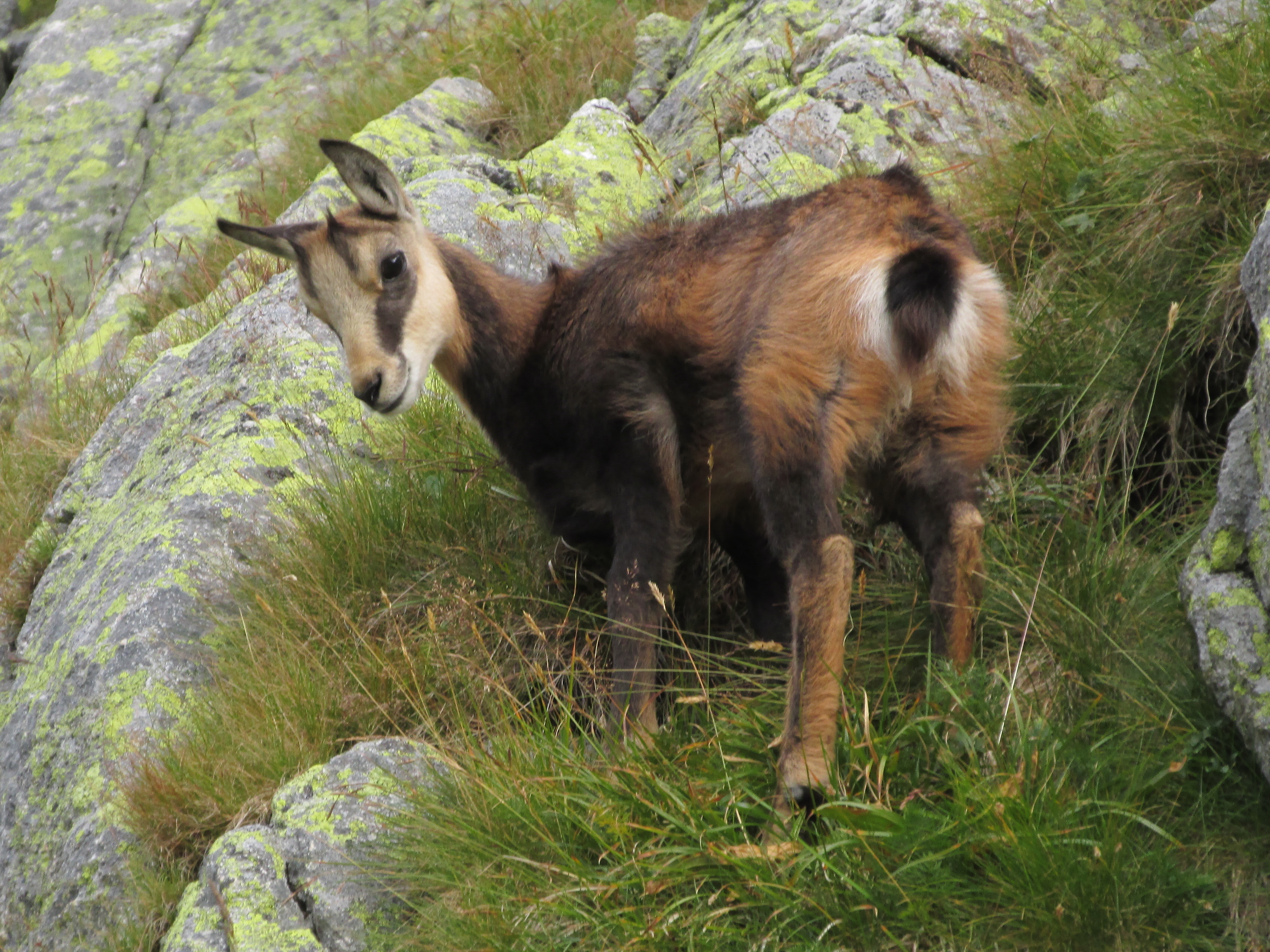
Młoda kozica tatrzańska, Zbójnickie Korycisko